# Nikita Grigor'evič Volkonskij
Il principe Nikita Grigor'evič Volkonskij, in russo Никита Григорьевич Волконский? (Mosca, 9 luglio 1781 – Assisi, 6 dicembre 1844), è stato un nobile e militare russo.

## Biografia
Era il figlio terzogenito del generale Grigorij Semënovič Volkonskij (1742-1824), e di sua moglie, Aleksandra Nikolaevna Repnina (1757-1834). A differenza del primogenito della coppia, Nikolaj Grigorjevič Repnin-Volkonskij (1778-1845), cui per via adottiva si trasmise anche il cognome del nonno materno, nel suo caso - come per tutti i cadetti - restò il titolo principesco ma solo il cognome originario del ramo della famiglia che risaliva a Roman Aleksandrovič Volkonskij.

## Carriera
Nel 1792 era alfiere nel reggimento Izmajlovskij. Il 1º gennaio 1796 raggiunse il grado di sottotenente nello stesso reggimento. Il 16 novembre 1800 si dimise dal servizio militare con il grado di capitano.
Il 15 settembre 1801 divenne ciambellano alla corte imperiale. Il 15 gennaio 1807 rientrò nell'esercito con il grado di tenente colonnello e fu nominato aiutante di campo del generale Ivan Ivanovič Michel'son. Il 15 settembre 1807 venne promosso a colonnello.
Il 28 luglio 1812 fu trasferito nella milizia di San Pietroburgo e prese parte alla battaglia di Polotsk il 6 e 7 ottobre: fu ferito e dal 20 ottobre al 19 dicembre 1812 stette in convalescenza. Tornato in servizio attivo nell'esercito imperiale russo, fu nominato aiutante di campo di Alessandro I. In questa veste, partecipò alle battaglie di Lützen, Bautzen e Dresda. Nel settembre 1813 fu promosso e nel 1814 era con l'esercito russo nelle battaglie di Brienne, di Bar-sur-Aube e di Fère-Champenoise e, infine, nella battaglia di Parigi.
Nel 1815 accompagnò lo zar Alessandro I al Congresso di Vienna.
Il 6 dicembre 1827 tornò ad assumere incarichi civili in tribunale e fu nominato Jägermeister e Consigliere privato.
Si convertì poi al cattolicesimo e si recò in Italia.

## Matrimonio
Nel 1810 sposò Zinaida Aleksandrovna Belosel'skaja (1792-1862). Ebbero un figlio:
- Aleksandr Nikitič Volkonskij (1811-1878)

## Morte
Morì il 6 dicembre 1844 ad Assisi. Fu sepolto nella chiesa romana di San Vincenzo e Anastasia.